# 우스이정 (군마현)
우스이정(일본어: 臼井町)은 일본 군마현 우스이군에 설치되었던 정이다.